# Luciano Cillis
Luciano Cillis (Potenza, 13 luglio 1981) è un politico italiano.

## Biografia
Laureato in scienze agrarie. Alle elezioni politiche del 2018 è eletto deputato del Movimento 5 Stelle. 
È membro dallo stesso anno della XIII Commissione Agricoltura.
Il 21 giugno 2022 abbandona il Movimento per aderire a Insieme per il futuro, a seguito della scissione guidata dal ministro Luigi Di Maio. A detta di Cillis, la sua scelta fu dettata principalmente dalla posizione del Movimento 5 Stelle nei riguardi dell'invasione russa dell'Ucraina del 2022.